# 微分几何中的拉普拉斯算子
微分几何中，有多个二阶线性椭圆型微分算子称为拉普拉斯算子（Laplace operator 或 Laplacian）。本文给出它们的一个概览。

## 联络拉普拉斯算子
联络拉普拉斯算子（connection Laplacian）是作用在流形上多个张量丛上的微分算子，利用一个黎曼或伪黎曼度量来定义。当作用在函数（即秩为 0 的张量）上时，联络拉普拉斯算子称为拉普拉斯–贝尔特拉米算子。它定义为第二共变导数的迹：
{\displaystyle \Delta T={\text{tr}}\;\nabla ^{2}T,}
这里 T 是任何张量，{\displaystyle \nabla } 是与度量相伴的列维-奇维塔联络。回忆到 T 的第二共变导数定义为
{\displaystyle \nabla _{X,Y}^{2}T=\nabla _{X}\nabla _{Y}T-\nabla _{\nabla _{X}Y}T.}
注意在此定义中，联络拉普拉斯算子的谱是负的。在函数上，它与由梯度的散度给出的算子相同。

## 霍奇拉普拉斯算子
霍奇拉普拉斯算子（Hodge Laplacian）也叫拉普拉斯－德拉姆算子（Laplace–de Rham operator），是作用在微分形式上的微分算子（抽象地说它是在余切丛上每个外幂上的二阶算子）。这个算子对任何配有黎曼或伪黎曼度量的流形上有定义。
{\displaystyle \Delta =\mathrm {d} \delta +\delta \mathrm {d} =(\mathrm {d} +\delta )^{2},\;}
这里 d 是外导数或微分而 δ 是余微分。霍奇拉普拉斯算子有正谱。
通过限制在反对称张量上，联络拉普拉斯算子也可作用在微分形式上。联络拉普拉斯算子与霍奇拉普拉斯算子的差别为外森比克恒等式刻画。

## Bochner 拉普拉斯算子
Bochner 拉普拉斯算子（Bochner Laplacian）与联络拉普拉斯算子的定义不同，但只要前者定义了，两者之间差一个符号。设 M 是一个紧定向流形，带有一个度量。令 E 是 M 上一个向量丛，带有纤维度量与一个相容联络 {\displaystyle \nabla }。这个联络给出一个微分算子
{\displaystyle \nabla :\Gamma (E)\rightarrow \Gamma (T^{*}M\otimes E)}
这里 {\displaystyle \Gamma (E)} 表示 E 的光滑截面，而 T*M 是 M 的余切丛。可以取 {\displaystyle \nabla } 的 {\displaystyle L^{2}}-伴随，给出微分算子
{\displaystyle \nabla ^{*}:\Gamma (T^{*}M\otimes E)\rightarrow \Gamma (E).}
Bochner 拉普拉斯算子由
{\displaystyle \Delta =\nabla ^{*}\nabla }
给出，这是作用在向量丛 E 的截面上的一个二阶算子。注意联络拉普拉斯算子与 Bochner 拉普拉斯算子只差一个符号：
{\displaystyle \nabla ^{*}\nabla =-{\text{tr}}\,\nabla ^{2}.\,}

## Lichnerowicz 拉普拉斯算子
Lichnerowicz 拉普拉斯算子（Lichnerowicz Laplacian） 是通过取 {\displaystyle \nabla :\Gamma (\operatorname {Sym} ^{k}(TM))\to \Gamma (\operatorname {Sym} ^{k+1}(TM))} 为对称化的共变导数定义在对称张量上。Lichnerowicz 拉普拉斯算子定义为 {\displaystyle \Delta _{L}=\nabla ^{*}\nabla }，这里 {\displaystyle \nabla ^{*}} 是形式伴随。Lichnerowicz 拉普拉斯算子与通常张量拉普拉斯算子的区别由一个涉及黎曼曲率张量的外森比克公式刻画，在研究里奇流和 prescribed Ricci curvature problem 中有自然的应用。

## 共形拉普拉斯算子
在黎曼流形上，可定义作用在光滑函数上的共形拉普拉斯算子（conformal Laplacian）；它与拉普拉斯–贝尔特拉米算子差一个涉及度量数量曲率的项。当维数 {\displaystyle n\geq 3}，共形拉普拉斯，记作 L，作用在光滑函数 u 上为
{\displaystyle Lu=-4{\frac {n-1}{n-2}}\Delta u+Ru,\,}
这里 {\displaystyle \Delta } 是拉普拉斯–贝尔特拉米算子算子（具有负谱），R 是数量曲率。这个算子经常出现于研究在黎曼度量的共形变化下数量曲率的行为。如果 {\displaystyle n\geq 3}，g 是一个度量，u 是一个光滑正函数，则 共形度量 {\displaystyle {\tilde {g}}=u^{\frac {4}{n-2}}g} 的数量曲率为：
{\displaystyle {\tilde {R}}=u^{-{\frac {n+2}{n-2}}}Lu.\,}